# Schweiz i olympiska vinterspelen 2014
Schweiz deltog i de olympiska vinterspelen 2014 i Sotji, Schweiz, med en trupp på 163 atleter fördelat på 12 sporter. Fanbärare av den schweiziska truppen på invigningen i Sotjis Olympiastadion var backhopparen Simon Ammann.

## Medaljörer
| Valör  | Namn                      | Gren                                      | Datum       |
| ------ | ------------------------- | ----------------------------------------- | ----------- |
| Guld   | Dario Cologna             | Herrarnas skiathlon i längdskidåkning     | 9 februari  |
| Guld   | Iouri Podladtchikov       | Herrarnas halfpipe i snowboard            | 11 februari |
| Guld   | Dominique Gisin           | Damernas störtlopp                        | 12 februari |
| Guld   | Sandro Viletta            | Herrarnas superkombination                | 14 februari |
| Guld   | Dario Cologna             | Herrarnas 15 km i längdskidåkning         | 14 februari |
| Guld   | Patrizia Kummer           | Damernas parallellstorslalom i snowboard  | 19 februari |
| Silver | Selina Gasparin           | Damernas distanslopp i skidskytte         | 14 februari |
| Silver | Alex Baumann / Beat Hefti | Herrarnas tvåmannalag i bob               | 17 februari |
| Silver | Nevin Galmarini           | Herrarnas parallellstorslalom i snowboard | 19 februari |
| Brons  | Lara Gut                  | Damernas störtlopp                        | 12 februari |
| Brons  | Damernas ishockeylandslag | Damernas ishockeyturnering                | 20 februari |